# Bad Boy (빅뱅의 노래)
Bad Boy(한국어: 배드 보이)는 대한민국의 음악 그룹 빅뱅의 노래이다. 이 노래는 2012년 2월 29일 발매된 그들의 다섯 번째 EP 음반 Alive에 수록 되어 있다. 이 노래는 매력적인 비트와 리드미컬한 훅이 돋보이는 레게 힙합곡이다. 뮤직 비디오는 뉴욕 브루클린 거리에서 촬영 되었고, 곡에서 느껴지는 빈티지한 감성을 고스란히 담아냈다. 또한 360도 회전 가능한 MK-V-AR STEADICAM, ALEXA 카메라가 동원되어 '롱테이크' 기법을 일부 가미하여 보컬과 랩이 주고받는 방식의 매력을 잘 살려냈다는 평을 받았다.